# Оздоев, Султан Мажитович
Султа́н Мажи́тович Оздо́ев (род. 7 ноября 1938, Базоркино, Пригородный район) — советский и казахстанский учёный, доктор геолого-минералогических наук, профессор, академик Национальной академии наук Республики Казахстан, заместитель директора института геологических наук имени К. И. Сатпаева, общественный деятель.

## Биография
В 1955 году в Акмолинске окончил 8 классов. После этого из-за трудного материального положения семьи стал работать грузчиком на лесоторговой базе. Окончил курсы шоферов. В 1956 году начал работать водителем на автобазе. Одновременно продолжал учиться в вечерней школе в Целинограде. В 1961 году поступил на геолого-разведочный факультет Казахского политехнического института в Алма-Ате (специальность «Геология и разведка нефтяных и газовых месторождений»). В 1967 году окончил институт.
В 1975 году защитил кандидатскую диссертацию по теме «Тектоническое развитие Северного Устюрта в мезозое и кайнозое в связи с перспективами газоносности». В 1986 году защитил докторскую диссертацию «Геология и нефтеносность Устюрта и других осадочных бассейнов с обращённым платообразным рельефом». Оздоев стал вторым доктором наук по геологии нефти и газа в Казахстане.
С 1967 года сотрудник института геологических наук имени К. И. Сатпаева, где начал работать инженером. В 2006 году был назначен руководителем лаборатории нефти и газа. Заместитель директора института по науке.
В 1994 году за подготовку инженерных и научных кадров Казахстана ему присвоено звание профессора. В 1995 году за научные труды в области нефтяных и газовых изысканий был избран членом-корреспондентом, а в 2003 году — академиком Национальной академии наук Казахстана. С 2009 года — академик Казахстанской национальной академии естественных наук.
Руководитель Ингушского культурного центра Ассоциации развития чеченского и ингушского народов, член Ассамблеи народов Казахстана. В 1989—1995 годах — заместитель председателя Чечено-Ингушского культурного центра. С 1995 года — сопредседатель Ассоциации развития культуры чеченского и ингушского народов «Вайнах».

## Публикации[2]
- Тектоника и нефтегазоносность Северного Устюрта (1977);
- Структурная геоморфология Устюрта (1979);
- Фундамент и нефтегазоносность Прикаспийской впадины и прилегающих районов (1989);
- Геология структур с обращенным рельефом и перспективы их нефтегазоносности (1999);
- Положение плато Путорана в новейшей структуре Сибирской платформы. Новосибирск, 1982;
- Структурное положение и перспективы нефтегазоносности Устюрта. Москва, 1988;
- Плато Колорадо в структуре Северо-Американской платформы. Алматы, 1990;
- Геология и перспективы нефтегазоносности структур с обращенным рельефом, Алматы, 2002;
- Нам суждено жить в одной семье. Казахстанская правда, 1997;
- Ингуши Казахстана — как субъект процесса укрепления социальной стабильности Казахстанского общества. Алматы, 2001;
- Оздоев С. М. и др. О нефтегазопроизводящих толщах юго-восточной части Прикаспийской впадины и Северного Устюрта. — «Известия АН КазССР. Сер. геол.», 1972, № 2[5].

## Награды[2]
- Орден «Достык» 2 степени (16 декабря 2010 года)[6];
- Почётная грамота Президента Республики Казахстан;
- Медаль «Астана» (1998);
- Медаль «10 лет независимости Республики Казахстан» (2001);
- Медаль «10 лет Конституции Республики Казахстан» (2005);
- Медаль «10 лет Астане» (2008).
- Почётный знак Правительственной комиссии по делам соотечественников за рубежом в номинации «Работа с молодёжью» (2015)[7]